# Mount Waterhouse
Mount Waterhouse ist ein über 1800 m hoher Berg in der antarktischen Ross Dependency. Er ragt westlich der Churchill Mountains am nordwestlichen Ausläufer der All-Blacks-Nunatakker auf.
Das Advisory Committee on Antarctic Names benannte ihn 2003 nach Emma Waterhouse vom Institut Antarctica New Zealand der neuseeländischen Regierung zwischen 1993 und 2001, die eine Schlüsselrolle bei der Implementierung des neuseeländischen Systems zum Umweltschutz in den Antarktis-Vertrag und dem daraus abgeleiteten Regelwerk hatte.